# Aeroporto Internacional Moshoeshoe I
O Aeroporto Internacional Moshoeshoe I (em inglês: Moshoeshoe I International Airport) (IATA: MSU, ICAO: FXMM) é um aeroporto internacional localizado na cidade de Mazenod que serve principalmente Maseru, capital do Lesoto, sendo esse o principal aeroporto do país.